# Online Egyptological Bibliography
De Online Egyptological Bibliography (OEB) is een online database van titelgegevens en samenvattingen van (gedrukte) vakpublicaties in de egyptologie, uitgegeven door het Griffith Institute, Oxford.
De OEB is de opvolger van de Annual Egyptological Bibliography (AEB), die in druk verscheen tot en met 2001.

## Annual Egyptological Bibliography
Bij de oprichting in 1947 van de International Association of Egyptologists (IAE) was een van de doelen het bijhouden van een complete index van de relevante vakliteratuur, als hulpmiddel voor egyptologisch onderzoek. Jozef M.A. Janssen, werkzaam aan de Universiteit Leiden, kreeg de opdracht jaarlijks een lijst van titels met samenvattingen te publiceren. Het eerste deel verscheen in 1948. Deel 1 (1947) tot en met 30 (1976) werden uitgegeven door Brill, deel 31 (1977) tot en met 35 (1981) door Aris & Phillips Ltd.
Na het overlijden van Janssen in 1963 werd M.S.G.H. Heerma van Voss Editor van de AEB, met hulp van een aantal medewerkers. Hij werd opgevolgd door Jac.J. Janssen (1967-1978), L.M.J. Zonhoven (1979-1984) en W. Hovestreydt (1984-2008).
In de jaren ’80 werd er ook jaarlijks een deel Preliminary Egyptological Bibliography uitgegeven.
Vanwege bezuinigingen bij de Universiteit Leiden werd de AEB in 1992 ondergebracht bij het Nederlands Instituut voor het Nabije Oosten (NINO). Deel 36 (1982) tot en met 53 (2001) werden door het NINO uitgegeven.
De digitalisering van de bibliografische data door Hovestreydt en H.S. van den Berg maakte de uitgave in 2001 van de cd-rom Egyptological bibliography 1822-1997 mogelijk (met alle data uit de AEB 1947-1997 plus C. Beinlich's Bibliographie Altägypten 1822-1947). In 2007 werd de digitalisering verder doorgevoerd met de AEB Online-website. Hoewel de titels nu vaker dan eens per jaar konden worden toegevoegd, bleef de naam “Annual Egyptological bibliography” gehandhaafd.

## Verhuizing naar Oxford
Met ingang van 2009 ging de AEB over naar de Universiteit van Oxford en werd hernoemd tot Online Egyptological Bibliography. Er worden geen gedrukte delen meer uitgegeven. Alle bibliografische gegevens die verzameld waren door het Duitse project Aigyptos werden in 2011 toegevoegd.